# Opus quadratum
Opus quadratum je prastara tehnika zidnoga veza od obrađenih, kvadratičnih kamenih blokova, često jednake visine, a ponekad i slične jednake dužine. 
U Europi ta se tehnika najprije javlja na tlu današnje Grčke, te je često i rado bila korištena, osobito prigodom gradnje fortifikacija. 
Riječ je zapravo o tehnici koja nasljeđuje kiklopsko zidanje gotovo posve neobrađenim masivnim kamenim blokovima, te poligonalno zidanje koje je njegov neposredni slijednik.
Najraniji zidovi u opusu reticulatumu u pravilu su podignuti od masivnih, „megalistkih“ kamenih blokova.
U početku pojedini blokovi nemaju do kraja dorađen kvadratičan oblik. Sljubnice su često kose, pa mnogi blokovi imaju gotovo trapezoidni oblik. Stoga često pojedini blokovi unutar istog reda ne naliježu do kraja jedan uz drugi. Redovi su obično približno jednake visine, što je posljedica uslojenosti kamenih sedimenata u obližnjim kamenolomima, iz kojih je „bran“ kamen. Zato često nije bilo potrebno obrađivati gornju i donju površinu kamenih blokova.
Ako je ovakav zid imao dva lica, ona su u početku, dok su se zidovi gradili u suho, gradili diatonima, masivnim dugim poprečno postavljenim kamenim blokovima.
U kasnijim fazama razvoja ove tehnike sljubnice bivaju sve pravilnije, i na koncu posve ravne, okomite. 
S vremenom blokovi bivaju sve pomnije obrađeni, pravilniji i manji. Tijekom 4. st. pr. Kr. je, primjerice, na tlu istočne obale Jadrana, odnos visine i dužine pojedinačnih kamenih blokova često 1:5, dok je do Trajanovog vremena kod većine blokova taj odnos 1:1.
Tijekom naprednijih faza razvitka ove tehnike, tzv. „manira“, obično se detaljno obrađuju samo rubovi pojedinog kamenog bloka, tehnikom anatiroze, koja blokovima s ispupčenom, rustičnim središnjim dijelom daje efekt, grubosti i snage, osobito prikladan za gradnju fortifikacija.
U gradnji najreprezentativnijih zdanja, korištena je međutim u pravilu tehnika gradnje savršeno oblikovanim, posve pravilnim kamenim kvadrima, koju Vitruvije spominje pod nazivom opus isodomum.